# صبغي 14

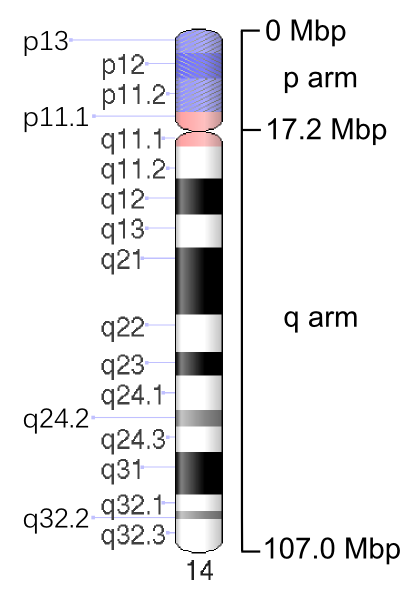

الصبغي البشري الرابع عشر (بالإنجليزية: Chromosome 14)‏ وهو أحد ثلاثة وعشرين زوجاً صبغياً بشرياً، والشخص الطبيعي يملك زوجاً من هذا الصبغي ورث أحدهما عن أبيه والآخر من أمه، ويحوي الصبغي 14 حوالي 109 مليون زوجاً من نيكليوتيدات الدنا ويمثل تقريباً 3.5% من الدنا الخلوي ، وقد يحوي ما بين 700 إلى 1300 مورثة من أصل 20 إلى 25 ألف مورثة يقدر وجودها في الإنسان. 

## الأمراض والاضطرابات
هذه قائمة لبعض الأمراض والاضطرابات المرتبطة بالجينات في الصبغي 14
- عوز ألفا1 أنتيتريبسين
- مرض آلزهايمر
- لمفومة بيركت
- ضعف الغدة الدرقية الخلقي
- خلل استجابة الدوبامين Dopamine-responsive dystonia
- سرطان الغدد الليمفاوية الجريبي Follicular lymphoma
- اعتلال عضلة القلب الضخامي
- مرض كرابه Krabbe disease
- مرض ماتشادو يوسف مرض ماتشادو جوزيف
- ورم نقوي متعدد
- مرض نيمان بيك مرض نيمان-بيك